# Müschen (Burg (Spreewald))

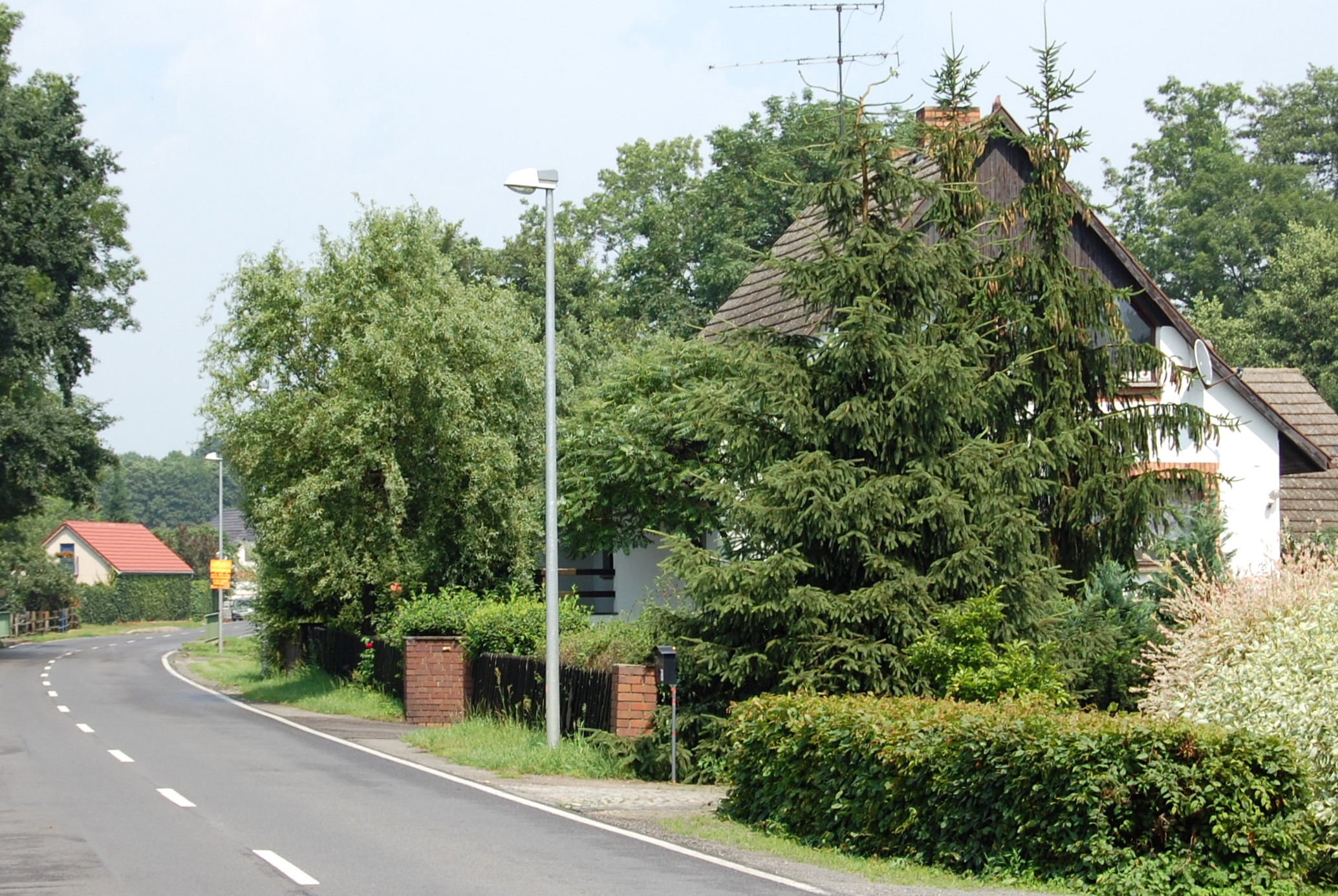
Straße durch Müschen

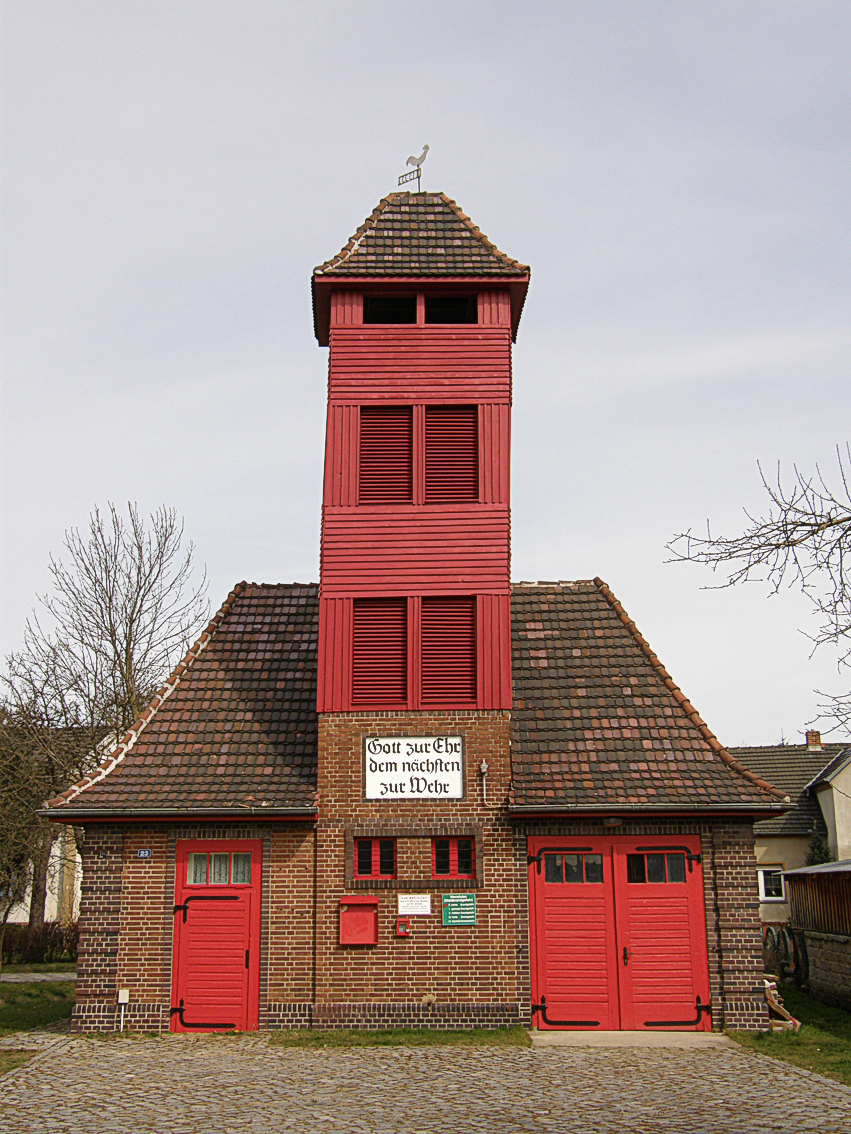
Feuerwehrhaus in Müschen

Müschen, niedersorbisch Myšyn, ist ein Ortsteil der Spreewaldgemeinde Burg (Spreewald) in Brandenburg.

## Lage
Das 355 Einwohner (Stand 2014) zählende Dorf erstreckt sich auf einer Fläche von 4,65 km², südlich von Burg auf einer Talsandinsel. Durch Müschen führen die Straßen von Burg nach Vetschau/Spreewald und Babow. Der Bach Ströbitzer Landgraben fließt durch Müschen, das Greifenhainer Fließ am äußersten Rande des Ortes.

## Geschichte
Eine erste urkundliche Erwähnung als Mieschen datiert aus dem Jahr 1412. Die einen Waldverkauf an die Gemeinde Werben regelnde Urkunde, in der die räumliche Abgrenzung zu Mieschen benannt wird, ist jedoch nicht mehr nachweisbar. Die Bedeutung des Namens ist unbekannt. Müschen war bis 1945 Sitz adliger Gutsherrenfamilien.
Die von Seyffertitz werden seit Anfang des 15. Jahrhunderts als Besitzer von Müschen (und von Krieschow) genannt, seit im Jahre 1500 Hans, Georg und Christoph von Seyffertitz mit Müschen belehnt wurden. Zum Ende des Jahrhunderts (1597) kaufte der Hauptmann zu Lebus, Kersten von Rohr das Gut, behielt es aber nicht lang und wurde 1615 von Friedrich von Loeben erworben. Während des Dreißigjährigen Krieges brannte Müschen zweimal ab. Im Jahr 1651 zählte das Dorf 81 Einwohner. Nachdem Müschen 1659 in den Besitz des Stadtrichters zu Kottbus Hans Sommer überging, erschienen als weitere Besitzer die Familien von Hoym, von Landsberg und Magnus von Stutterheim in weniger als zwanzig Jahren. Letzterer erwarb das Gut 1677 für 3.500 Thaler, war mit Eleonore von Loeben und in zweiter Ehe mit Elisabeth von Pannwitz verheiratet. Anfang des 18. Jahrhunderts brannte das ganze Dorf bei einem Großfeuer nieder.
1707 baute sein Sohn Otto Heinrich von Stutterheim noch ein neues Gutshaus in Müschen, sah sich aber 1714 genötigt, das Gut für 10.000 Taler an Heinrich Wilhelm von Pannwitz zu verkaufen, dem die angrenzenden Güter Babow und Gulben gehörten, von dem Babow sich schon seit 1519 im Familienbesitz befand. Heinrich O. von Stutterheim blieb jedoch weiter in Müschen wohnen, bis er wenige Jahre später ein Vorwerk in Werben erwarb.
Heinrich Wilhelm von Pannwitz war preußischer Landrat und besaß außerdem Gulben sowie das Betzkow’sche Vorwerk in Werben. Während der Besitzzeit von Otto Heinrich von Pannwitz († 1751) kam es zu langwierigen Streitigkeiten mit den Dorfbewohnern, die sich wegen überhöhter Dienste und Zinsen sowie über angeblich widerrechtliche Inbesitznahme von bäuerlichem Land durch die Herrschaft beklagten.
Dem Ehepaar Otto Heinrich und Juliane von Pannwitz, geb. von Schönfeldt (aus dem Hause Werben) wurde in Müschen am 22. März 1746 eine Tochter Juliane Ulrike geboren, die sich 1775 mit Joachim Friedrich von Kleist (Guhrau) vermählte und zur Mutter des berühmten deutschen Dichters Heinrich von Kleist wurde.
Otto Heinrich von Pannwitz jüngster Sohn Friedrich Wilhelm August erbte Müschen und heiratete 1786 die Baronesse Jeanne Marie Digeon de Monteton, die Witwe von Ernst Albrecht von Schönfeld auf Werben, die das Rittergut Wormlage im Kreis Calau mit in die Ehe brachte. Er starb 1805 in Müschen, was dann an seinen jüngsten Sohn, den Leutnant Julius von Pannwitz fiel, der mit Marianne Henriette von Schuckmann verheiratet war und das heutige Gutshaus erbauen ließ. In diese Zeit erfolgte 1822 die Ablösung (Separation) der Dienste und Abgaben der Untertanen an die Gutsherrschaft. Julius von Pannwitz verstarb früh 1818 an den Verwundungen, die er sich im Befreiungskrieg gegen Napoleon 1813–1815 zugezogen hatte. Da sein Sohn Friedrich Julius posthum geboren wurde und nur wenige Wochen nach seiner Geburt starb, fiel das Gut zurück an die Mutter, die es aber bald verkaufte.
1844 besaß der Kaufmann Müller aus Brunschwig das Rittergut. 1847 erwarb Müschen für 50.000 Thaler der Leutnant Johann Friedrich Hellwig. Das Gutsareal umfasste damals 698 Morgen, von denen 217 Morgen Ackerland und 204 Morgen Wiesen waren. Das Dorf zählte 1844 fünfzig Wohngebäude mit 321 Einwohnern.
1856 kaufte Theodor von Pannwitz aus Wormlage, der mit Isidore Gräfin Lynar (aus dem Hause Ogrosen) verheiratet war, nochmals das Gut zurück. Mit ihm ging dann aber nach fast 350 Jahren 1864 endgültig die Pannwitz’sche Ära auf Müschen und Babow zu Ende, als er das Gut 1864 veräußerte.
1885 werden die von Wurmbs’chen Erben genannt, die wohl die Erben von Otto Ludwig Ulrich von Wurmb († 1871) waren, der vermutlich der Erwerber des Gutes war. Sein jüngster Sohn, der königlich preußische Generalleutnant a. D. Adalbert von Wurmb (1860–1935) folgte ihm nach, dessen Witwe Gabriele von Wurmb, geb. von Stoecklern zu Grünholzek, es 1937 an ihren Sohn, den Regierungsrat a. D. Kurt von Wurmb (* 1887) vererbte. Das Rittergut hatte zu dieser Zeit noch 167 ha und verblieb im Besitz der Familie bis zur Enteignung 1945.
Im Jahr 1848 erhielt Müller Kerstan die Erlaubnis zur Errichtung einer Wassermühle an der Kzschischoka (heute Greifenhainer Fließ), die nach insolvenzbedingtem Verkauf und vollständiger Zerstörung durch einen Brand im Jahr 1903, 1904 neu aufgebaut wurde und heute noch arbeitet (Stand: 2018). Auf dem Muschink fand im Jahr 1878 Willibald von Schulenburg ein prähistorisches mit Urnen versehenes Gräberfeld. Als Grabbeigaben konnten Samen von Erbsen und Saubohnen nachgewiesen werden. Auch heute noch spielt der Gemüseanbau in der Region und in Müschen eine wichtige Rolle.
Am 11. Juni 1922 wurde ein Kriegerdenkmal eingeweiht. Nach seiner Restaurierung fand am 10. Juni 2007 eine erneute Einweihung statt. Auf dem Denkmal sind die Namen von 51 in den Weltkriegen gefallenen Müschenern aufgeführt. Die Bewohner Müschens sprachen lange überwiegend Sorbisch (Wendisch). Nach einer Untersuchung hatten im Jahr 1995 noch 21,4 % der Bevölkerung Sorbischkenntnisse.
Am 31. Dezember 2001 wurde Müschen nach Burg eingemeindet.
Im Jahr 2012 feierte das Dorf den 600. Jahrestag seiner Ersterwähnung.

## Politik
In Müschen besteht ein gewählter Ortsbeirat.

## Baudenkmale
Als Baudenkmal gilt das im Schloßweg 51 stehende Herrenhaus, die in der Vetschauer Straße 26 betriebene Wassermühle sowie die Fassade des Feuerwehrdepots in der Dorfstraße.